# Drivhuset
Drivhuset er en novelle af Anders Bodelsen, novellen er skrevet i 1965.
Novellen er et tilbageblik på forfatterens barndom. Han fortæller om dengang han og de andre børn i villakvarteret legede gemmeleg om sommeren i en slags fælles have. Fra sit værelse kan drengen se et drivhus, der ligger bagved haverne. Drivhuset har altid været strengt forbudt område, men to aftener om året kan drengen fra sit værelse se solnedgangen smukt går ned lige præcis bagved drivhuset, og det giver det varmeste og flotteste skær. Drengen er meget fristet til at komme ind på gartnerigrunden og dermed drivhuset, og en aften han og de andre børn leger skjul, kan han ikke modstå fristelsen, at han og nabopigen Inger, hopper over den høje mur ind til gartneriet og  drivhuset.